# Purperorchis
De purperorchis (Orchis purpurea) is een orchidee. Deze in Nederland zeldzame soort groeit in Zuid-Limburg op kalkhoudende grond in loofbossen en struikgewas. In Nederland is de plant vanaf 1 januari 2017 niet meer wettelijk beschermd.

## Kenmerken
De plant wordt 30-75 cm hoog.
De bloemhelm is roze en heeft donkerpaarse vlekjes. De bloemlip is wit of bleekroze en heeft een lengte van ongeveer 1,5 centimeter. Er bevinden zich purperkleurige haartjes op de lip. De middenslip is breed en in het midden vaak gespleten. De bloem heeft een cumarinegeur (toffee-achtig).
De bloemen vormen samen een dichte aar. De bloeitijd is van mei tot juli.
De bladeren zijn heldergroen en tot 15 centimeter lang. Ze zijn langwerpig tot eirond en vormen een bladrozet. De schutbladen zijn klein.
De purperorchis draagt een doosvrucht die veel zaadjes bevat. Het fijne zaad bevat geen reservevoedsel en kiemt alleen als een wortelschimmel (mycorrhiza) het zaad binnendringt.

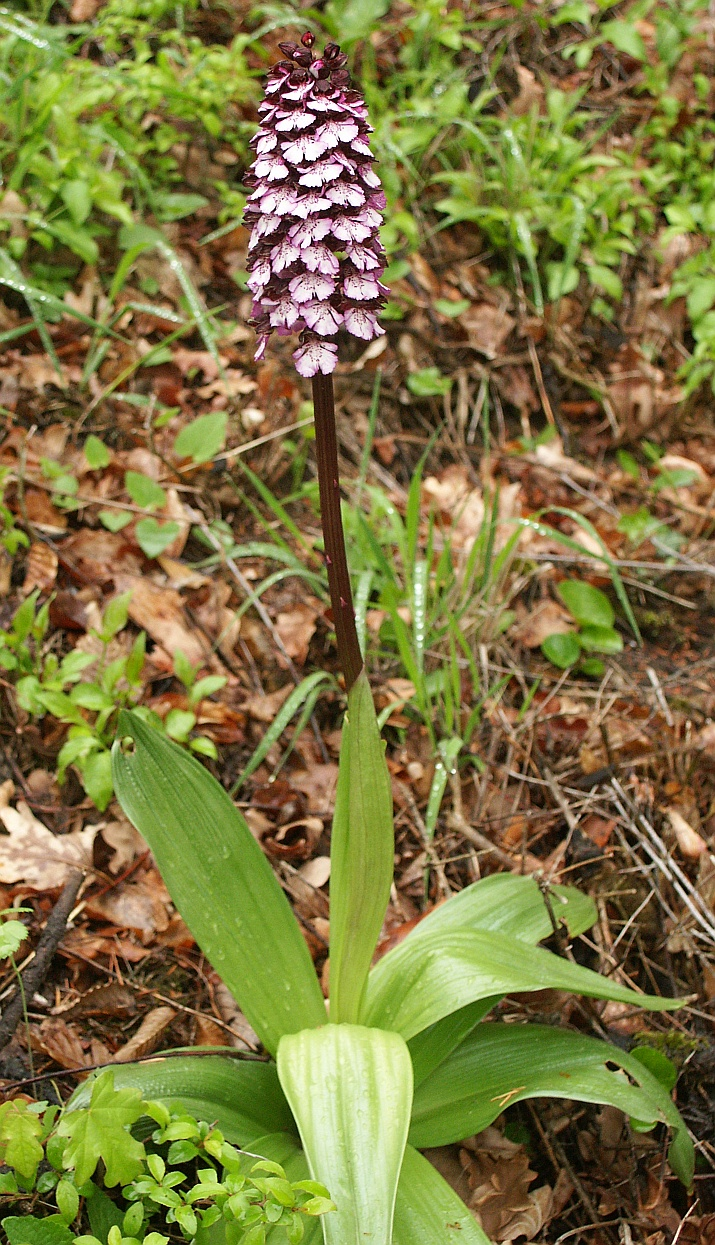
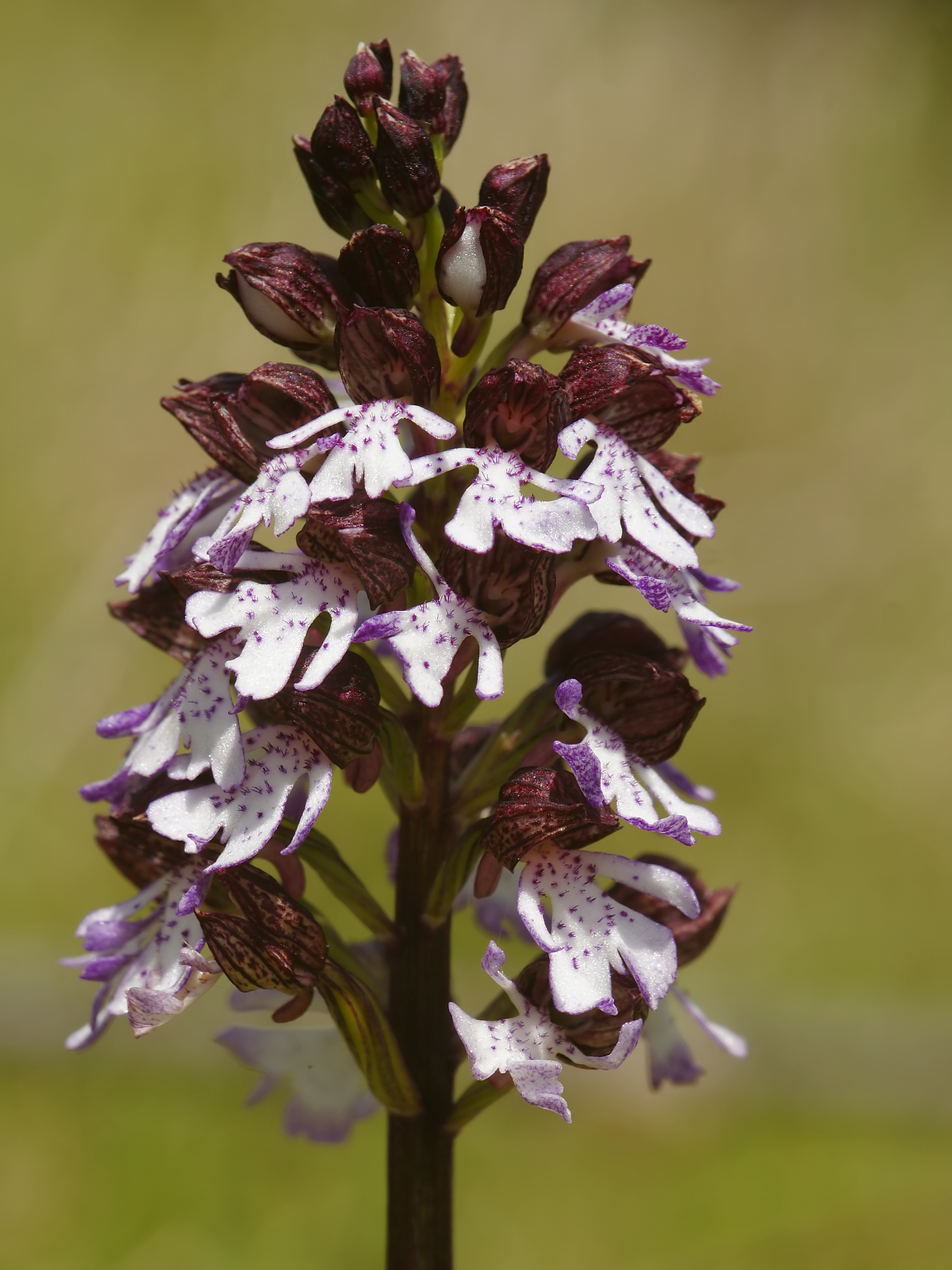
Bloeiwijze
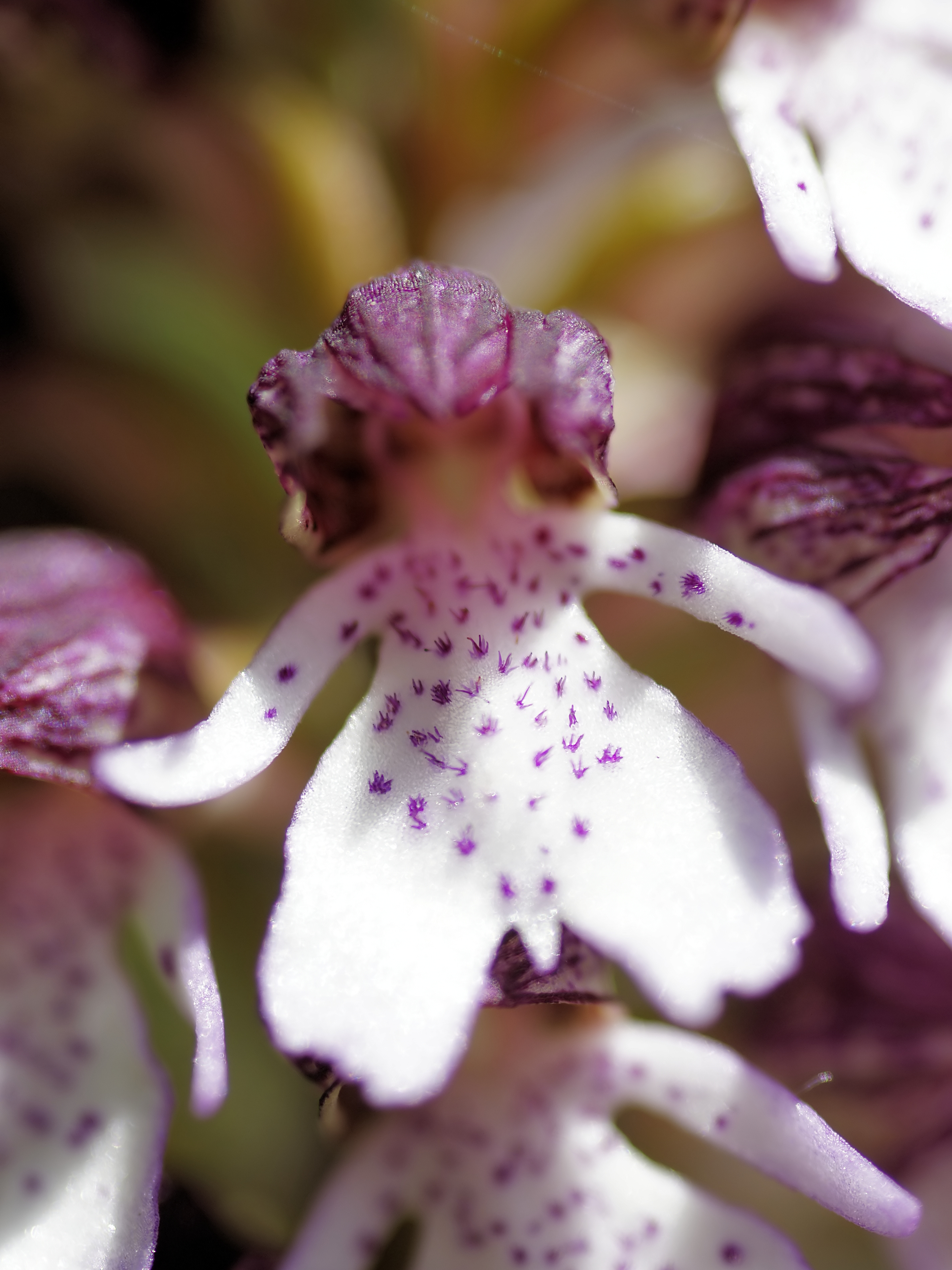
Haartjes op de onderste slip

## Plantengemeenschap
De purperorchis is een kensoort voor de associatie van hazelaar en purperorchis (Orchio-Cornetum).